# Лангр (округ)
Округ Лангр (фр. Arrondissement de Langres) — округ у Франції, в департаменті Верхня Марна. 2023 року округ об'єднував 157 муніципалітетів, населення становило 42 789 осіб.
Адміністративний центр (супрефектура) — Лангр.

## Муніципалітети
Список муніципалітетів округу та їхні коди INSEE:
1. Аврекур
2. Андії-ан-Бассіньї
3. Анрозе
4. Анфонвель
5. Апре
6. Арбіньї-су-Варенн
7. Арбо
8. Банн
9. Бе-сюр-Об
10. Бельмон
11. Бессе
12. Біз
13. Боннкур
14. Бошемен
15. Бренн
16. Бур
17. Бурбонн-ле-Бен
18. Вайян
19. Валлеруа
20. Валь-де-Мез
21. Валь-де-Тій
22. Варенн-сюр-Аманс
23. Вевр-су-Шалансе
24. Вель
25. Версей-ле-Ба
26. Версей-ле-О
27. Віве
28. Вік
29. Віллар-Сантенож
30. Вільгюзьян-ле-Лак
31. Вільє-лез-Апре
32. Віоло
33. Вітрі-ан-Монтань
34. Вобон
35. Вонкур
36. Вуазе
37. Вуазін
38. Гвіонвель
39. Граншам
40. Гренан
41. Даммартен-сюр-Мез
42. Дамп'єрр
43. Дамремон
44. Доммар'ян
45. Егремон
46. Еє-ле-Гран
47. Женеврієр
48. Жермен
49. Жіє
50. Ізом
51. Кольм'є-ле-Ба
52. Кольм'є-ле-О
53. Коон
54. Куаффі-ле-Ба
55. Куаффі-ле-О
56. Кублан
57. Курсель-ан-Монтань
58. Кюзе
59. Кюльмон
60. Лавернуа
61. Лавільнев
62. Лангр
63. Ланевель
64. Ларив'єр-Арнонкур
65. Лаферте-сюр-Аманс
66. Ле-Валь-д'Еном
67. Ле-Лож
68. Ле-Монсожонне
69. Ле-Паї
70. Ле-Шатле-сюр-Мез
71. Лесе
72. Леше
73. Лонжо-Персе
74. Маац
75. Марак
76. Мардор
77. Марсії-ан-Бассіньї
78. Мезьєр-сюр-Аманс
79. Меле
80. Моншарво
81. Муйрон
82. Невель-ле-Вуазе
83. Неї-л'Евек
84. Нуадан-ле-Роше
85. Нуадан-Шатенуа
86. Оберив
87. Ожерр
88. Ольнуа-сюр-Об
89. Орбіньї-о-Мон
90. Орбіньї-о-Валь
91. Ормансе
92. Орсево
93. Оссе
94. От-Аманс
95. Палезель
96. Парнуа-ан-Бассіньї
97. Пеньє
98. Перрансе-ле-В'є-Мулен
99. Перроньє-ле-Фонтен
100. П'єррмон-сюр-Аманс
101. Пісселу
102. Пленуа
103. Прасле
104. Прессіньї
105. Пуазель
106. Пуенсено
107. Пуенсон-ле-Фель
108. Пуенсон-ле-Грансе
109. Рансоньєр
110. Рив'єр-ле-Фосс
111. Рив'єр-ле-Буа
112. Ролампон
113. Роштаїльє
114. Рувр-сюр-Об
115. Руель
116. Руже
117. Савіньї
118. Сарре
119. Сель-ан-Бассіньї
120. Сельсуа
121. Сен-Бруен-ле-Буа
122. Сен-Бруен-ле-Фосс
123. Сен-Вальє-сюр-Марн
124. Сен-Жом
125. Сен-Лу-сюр-Ожон
126. Сен-Мартен-ле-Лангр
127. Сен-Морис
128. Сен-Сьєрг
129. Серке
130. Соксюр
131. Соль
132. Суає
133. Терна
134. Торне
135. Торсене
136. Фавроль
137. Фаренкур
138. Фель-Бійо
139. Флаже
140. Фрекур
141. Френ-сюр-Апанс
142. Шалансе
143. Шалендре
144. Шампіньї-ле-Лангр
145. Шампіньї-су-Варенн
146. Шамсеврен
147. Шанже
148. Шануа
149. Шарм
150. Шассіньї
151. Шатене-Воден
152. Шатене-Машрон
153. Шезо
154. Шодне
155. Шоффур
156. Шуалле-Дардене
157. Юм-Жоркене